# Port Anson
Port Anson är en ort i Kanada.   Den ligger i provinsen Newfoundland och Labrador, i den östra delen av landet, 1 600 km öster om huvudstaden Ottawa. Antalet invånare är 155.
Terrängen runt Port Anson är platt. Havet är nära Port Anson åt nordväst. Trakten runt Port Anson är nära nog obefolkad, med mindre än två invånare per kvadratkilometer.. Närmaste större samhälle är Triton, 15,7 km öster om Port Anson. 
I omgivningarna runt Port Anson växer i huvudsak barrskog.